# Phyllomys brasiliensis
Phyllomys brasiliensis is een zoogdier uit de familie van de stekelratten (Echimyidae). De wetenschappelijke naam van de soort werd voor het eerst geldig gepubliceerd door Lund in 1840.

## Voorkomen
De soort komt voor in Brazilië.